# Музей-заповедник С. Т. Аксакова
Музей-заповедник С. Т. Аксакова — мемориальный комплекс на территории бывшей усадьбы семьи Аксаковых. В усадьбе провёл детские, юношеские и молодые годы писатель Сергей Тимофеевич Аксаков. Музей-заповедник включает все сохранившиеся постройки, относившиеся к усадьбе, восстановленный усадебный дом, учебные мастерские начала XX века. 

## Усадьба
Селение Ново-Аксаково было основано в 1767 году Степаном Михайловичем Аксаковым, дедом Сергея Тимофеевича Аксакова, купившим землю в Оренбургской губернии и переведшим на эти земли часть своих крестьян из Симбирской губернии. После смерти Степана Михайловича имение унаследовали его жена Ирина Васильевна и сын Тимофей Степанович. При Тимофее Степановиче в селе была возведена церковь Знамения Божьей Матери.  В 1837 году имение унаследовал младший сын Тимофея Степановича Аркадий Тимофеевич Аксаков, бугурусланский уездный предводитель дворянства. В 1861—1871 годах владельцем был другой брат, Николай Тимофеевич Аксаков, передавший имение по дарственной сыну Аркадия Тимофеевича Сергею Аркадьевичу Аксакову. Сергей Аркадьевич, последний владелец села из рода Аксаковых, скончался 2 марта 1908 года, незадолго до этого (15 февраля 1908 года) продав часть имения в собственность Дворянского общества с целью увековечения памяти писателя Сергея Тимофеевича Аксакова в Самарском крае.
Создание и жизнь усадьбы описаны С. Т. Аксаковым в «Семейной хронике». Писатель провел в имении свои детские и отроческие годы. В 1816 году, женившись на Ольге Семёновне Заплатиной, Сергей Тимофеевич вернулся в имение и провёл здесь вместе с семьей 5 лет. Здесь родились четверо из их детей. В Аксаково были похоронены родители писателя — отец Тимофей Степанович и мать Мария Николаевна, родной брат Аркадий Тимофеевич, внучатый племянник Николай Сергеевич и другие члены семьи.
В 1909 году к 50-летней годовщине кончины С. Т. Аксакова при усадьбе был создан Кружок трудовой помощи, предполагалось оборудование ремесленной школы, преподавание практического курса сельскохозяйственных знаний, слесарно-кузнечно-столярные мастерские имени писателя для 20 воспитанников, которые смогли бы стать по окончании опытными мастерами по ремонту сельхозмашин. 30 июля 1910 года состоялось торжественное открытие главного здания учебных мастерских,  а с 1 ноября был произведен прием первых 11 учеников.
В Гражданскую войну мастерские и барский дом были разорены. В 1919 году М. Н. Тихомиров, тогда хранитель самарской «Аксаковской комнаты», сумел вывезти часть мебели и документов, принадлежащих Аксаковым, в Самару.
В разные годы советской власти в доме Аксаковых располагались ремесленная школа, детская колония, волостной комитет, больница и почта, семилетняя школа,  контора МТС, жилье рабочих МТС. В 1936 году была разрушена церковь. 
30 августа 1960 года постановлением Совета Министров РСФСР № 1327 усадьба была поставлена на государственную охрану как памятник истории, однако в 1962 году дом Аксаковых был снесён. На территории парадного двора Аксаковых, перед выстроенным зданием школы, был разбит школьный сквер и установлен бюст писателя. В 1966 году сгорела водяная мельница, заложенная ещё первым владельцем усадьбы, разрушены плотина и пруд.

## Музей
Мемориальный комплекс в бывшей усадьбе был создан к 180-летию С. Т. Аксакова, отмечавшемуся в 1971 году.
В состав музея-заповедника включены все постройки, принадлежавшие к усадьбе: два дворовых флигеля 1768 г. и 1910 г., несколько хозяйственных зданий 1802 г., учебные мастерские, построенные на средства самарского дворянства начала XX в., а также парк и пруд. Музейный парк раскинулся на территории в 530 га, в фондах находится около 2000 единиц хранения.
В 1998 году был восстановлен дом Аксаковых — одноэтажный, из толстых сосновых бревен, с двумя парадными крыльцами и беседкой-ротондой со стороны парка. Дом имеет прямоугольную форму и делится широким коридором на жилую и парадную части, состоящую из «зала» и гостиной с двумя печами. Комната матери С. Т. Аксакова, детская и общая зала были сделаны в пристройке.
В доме воссоздан усадебный быт. Экспозиция рассказывает о жизни писателя: его детстве, отрочестве, первых годах семейной жизни, рождении детей (Константина, Веры, Ольги, Григория), его потомках. Среди экспонатов подлинные вещи семьи Аксаковых и предметы того времени.
Были проведены архивные и археологические исследования, позволившие вернуть на места захоронения надгробия членов семьи, установить точное место, где располагалась Знаменская церковь. К 200-летию со дня рождения писателя на территории усадьбы были расчищены и облагорожены парк и «Озеро любви», восстановлены аллеи и дорожки.